# Hosh Bajed
Hosh Bajed sau Hawsh Bajed în (arabă: (تلال الأرز)حوش بجد) este un sat sirian în Districtul Al-Zabadani din Guvernoratul Rif Dimashq. Potrivit Biroului Central de Statistică al Siriei (CBS), Hosh Bajed avea o populație de 604 locuitori la recensământul din 2004.